# پازوزو

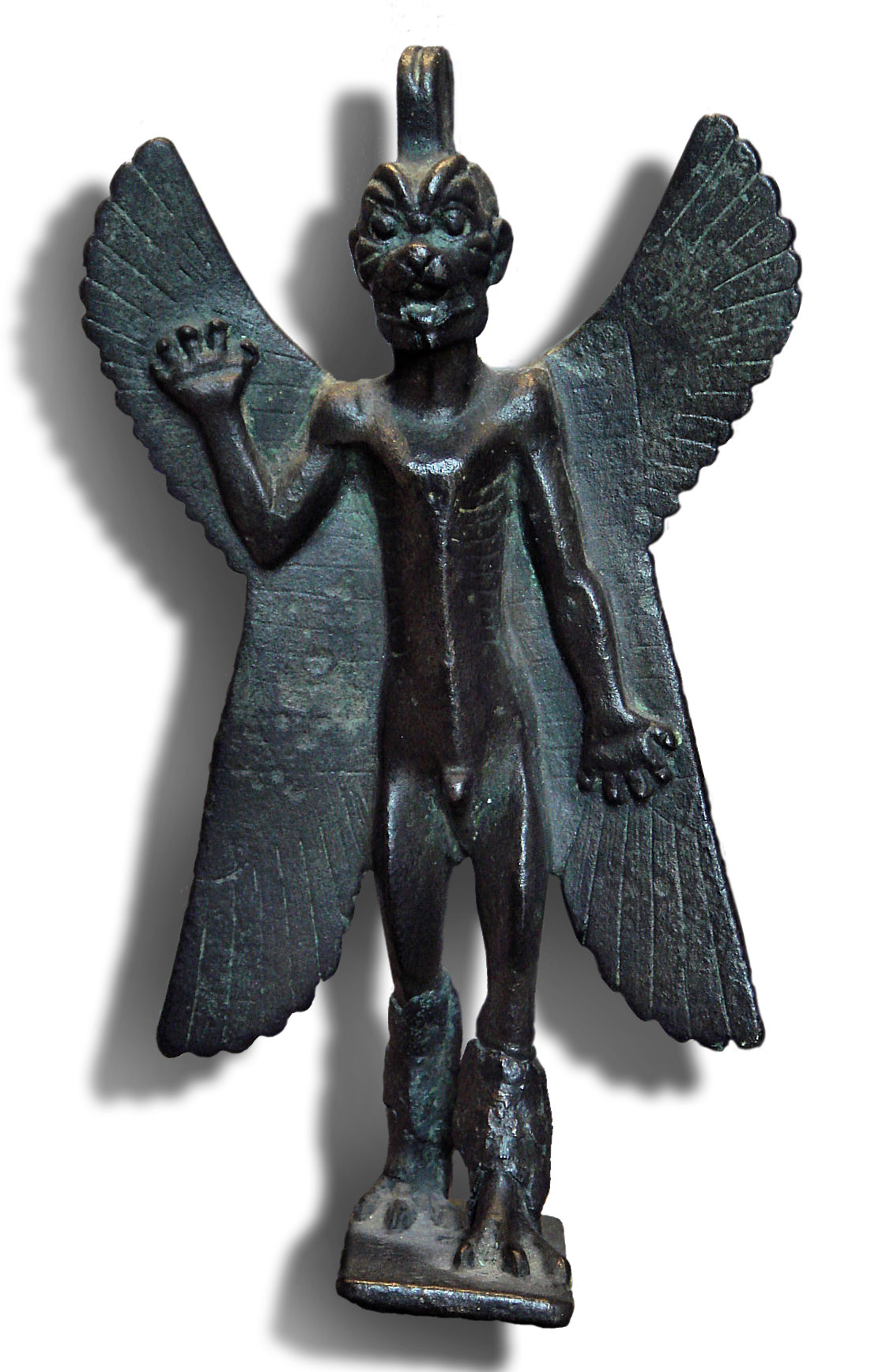
تندیس برنزی از پازوزو، در حدود ۸۰۰–۷۰۰ سال پیش از میلاد در موزه لوور

پازوزو در اسطوره‌های آشوری و بابلی، پادشاه شیطانهای باد و پسر هانبی و همچنین به نمایندگی از باد جنوب غربی، حامل طوفان و خشکسالی بوده‌است.

## پیکر بندی
پازوزو اغلب به صورت ترکیبی از حیوانات گوناگون و بدن انسان به تصویر کشیده شده‌است. او بدن یک انسان، سر یک شیر یا سگ، چنگال عقاب، دو جفت بال، دم کژدم، و آلت تناسلی مار مانند را داشت. دست راست او اشاره به بالا و دست چپ او اشاره به پایین دارد.

## اسطوره‌شناسی
پازوزو شیطانی از باد جنوب غربی است که برای آوردن قحطی در طول خشکسالی، و ملخ در فصل بارانی شناخته شده‌است. پازوزو در طلسم‌هایی که برای مبارزه با رقیب خود، الههٔ مخرب لاماشتو که به زنان باردار، مادران و کودکان آسیب می‌رساند ظاهر می‌شود به همین دلیل زنان بارداری که میخواستند از گزند لاماشتو در امان بمانند گردنبندی با نماد پازوزو به گردن می انداختند.
اگر چه پازوزو خود شیطانی پلید است، اما او همواره دیگر شیاطین را دور کرده و از انسان در برابر بیماری ها و بدبیاری حفاظت میکند.

## در فرهنگ مدرن
پازوزو (در فیلم جن‌گیر کاپیتان هودی) آنتاگونیست اصلی در رمان جن‌گیر، لژیون و سری فیلم‌های جن‌گیر می‌باشد، که توسط ویلیام پیتر بلتی ایجاد شده‌است.
در سال ۱۹۷۱ در رمان جن‌گیر و فیلمی بر اساس آن، پازوزو یک روح شیطانی است که دختر جوان رگان مک‌نیل را تسخیر کرده‌است و. او در سال ۱۹۷۷ دوباره در جن گیر ۲ ظاهر شد.